# Orbest Orizonia Airlines
Иберворлд је авио-компанија са седиштем у Палма де Мајорки, Шпанија. Одржава чартер летове за Европу и Карибе, редовне домаћне линије и редовне међународне летове за Хавану, Куба. Централа компаније је на аеродрому Палма де Мајорка.
Сваког петка авиони Иберворлда лете на линији Палма де Мајорка-Београд-Палма де Мајорка.

## Историја
Компанија је основана 1998. године а летови су почели 12. априла 1998. Оснивач је Групо иберостар, једна од највећих туристичка компанија у Шпанији која је компанију касније продала.

## Дестинације
Компанија одржава трансатлантске линије из Мадрида за Боготу, Канкун, Хавану, Порто Плату и Пунта Кану. Има и неколико линија за Европу.
Од 22. јуна 2007. Иберворлдови авиони Ербас А320 лете на линији Палма де Мајорка - Београд - Палма де Мајорка.

## Флота
| Тип            | Тотал | Седишта | Регистрације                                   |
| -------------- | ----- | ------- | ---------------------------------------------- |
| Ербас А320-200 | 6     | 180     | EC-IMU, EC-HZU, EC-KEN, EC-KBQ, EC-INZ, EC-JQP |
| Ербас А330-300 | 3     | 387     | EC-IJH, EC-JHP, EC-KCP                         |